# Vacina contra a gripe
As vacinas contra a gripe são vacinas que conferem proteção contra os vírus da gripe. Uma vez que os vírus da gripe se alteram rapidamente, a cada dois anos é desenvolvida uma nova versão da vacina. Embora a sua eficácia varie de ano para ano, a maior parte das vacinas confere de moderada a elevada proteção contra a gripe. A eficácia da vacina em pessoas com menos de dois anos ou mais de 65 anos de idade é ainda inconclusiva. A vacinação de crianças pode proteger pessoas em redor.
A Organização Mundial de Saúde (OMS) recomenda a vacina para praticamente todas as pessoas com mais de seis meses de idade, especialmente para os grupos de risco. O Centro Europeu de Prevenção e Controlo das Doenças recomenda também a vacinação anual de grupos de risco. Os grupos de risco incluem mulheres grávidas, idosos, crianças entre seis meses e cinco anos de idade, pessoas com outros problemas de saúde e profissionais de saúde.
As vacinas são geralmente seguras. Em 5–10% das crianças vacinadas pode ocorrer febre. Em alguns casos verifica-se dor muscular temporária ou sensação de cansaço. Em determinados anos, uma em cada milhão de doses esteve associada a um aumento do síndrome de Guillain-Barré em idosos. A vacina não deve ser administrada a pessoas que tenham manifestado alergias graves a versões anteriores da vacina. Embora a maior parte das vacinas contra a gripe sejam fabricadas com base no ovo, mantém-se a recomendação de vacinação para pessoas com alergia ao ovo, mesmo que grave. As vacinas estão disponíveis em versões com vírus inativados ou atenuados. A versão inativada deve ser usada em grávidas. As vacinas podem ser administradas por injeção intramuscular, injeção na pele ou por spray nasal.
A vacinação contra a gripe começou a ser feita na década de 1930. A vacinação diminui o tempo de doença e o número de consultas médicas, hospitalizações e mortes. Quando um trabalhador vacinado contrai gripe, regressa ao trabalho em média um dia mais cedo. A vacina faz parte da Lista de Medicamentos Essenciais da Organização Mundial de Saúde, os medicamentos mais eficazes e seguros fundamentais para um sistema de saúde. Em 2014, o preço médio de retalho em países em vias de desenvolvimento era de cerca de 5,25 dólares norte-americanos por dose.